# 현실적 사랑주의자
현실적 사랑주의자는 3인조 밴드이다.  ska부터 엠비언트,소울풀 하우스 등을 감미한 그들만의 음악을 하는 그룹이다. 현실적 사랑주의자로 활동하기 전에는 'jammin fun star'와 'the castella'라는 스카펑크밴드와  인디팝 장르의 밴드 활동을 했다.

## 카스테라(the castella)로서의 활동
2010년 부터 활동을 시작한 카스테라(Castella)는  the pogues에 음악적인 영향을 받은 팀이지만 소설가 박민규 작가의 팬클럽에서 만난 회원들이 모여 팬클럽 카페에 음악을 만들어 올리는것으로 시작을 하여 박민규 작가의 소설을 오마주한 음악이라는 특징이 있다. 
밴드 이름이 소설의 제목인 '카스테라'를 사용한것으로 알 수 있듯이 박민규 작가의 팬클럽에서 만난 영향으로 모든 노래의 가사는 소설속의 제목과 문장에서 가져왔다. 이후 박민규 작가의 북콘서트에서 공연을 하는 등 한겨레 인터뷰를 통해 박민규 작가에게도 인정을 받는 모습을 보였다. 보컬의 이대로, 기타의 김도우, 베이스 및 키보드에 이거산, 우쿠렐레에 안홍인,퍼커션 및 드럼에 양군이 활동을 하였고 이후 이거산이 먼저 팀을 나가 제비다방의 이은철이 잠깐 함께한 인연이 있다. (이은철의 비틀거리네는 작사 안홍인, 작곡 이거산의 카스테라 원곡이다) 권우유의 위대한 항해를 비롯하여 제비다방의 ctr사운드와 친분으로 모모씨뮤직이라는 레이블 및 공연을 함께 했다. 

## 현실적 사랑주의자(realist,loverst)로서의 활동
2013년 부터 활동을 시작한 현실적 사랑주의자(realist,loverst)는 이거산을 주축으로 활동이 이어졌으나 잦은 멤버 교체로 음원 발매 외 뚜렷한 활동이 없으나 이거산의 개인 유튜브 채널과 사운드클라우드 등을 통해 음원 발표를 이어가고 있다.   

## 디스코그래피
1.겨울기도 ep 2013.07.16 ( 겨울기도, 산으로 가는배)
2.Cristmas Present 2016.01.27 ( Cristmas Present)
3. realist,loverst ep 2016.01.27 ( 열두송이의 해바라기, 나의일기, 밤의카페 테라스, 감자를 먹는 사람들, 관악구 신림)
4.신림동 여덟시 2022.05.30 ( 신림동 여덟시)